# Microesferulito
Los microesferulitos son, como su propio nombre indica, partículas microscópicas esféricas con diámetros menores de 2 mm, generalmente en el rango de centenares de micras, constituidos principalmente por material mineral (en griego, litos, «piedra»). Consideramos sólo microesferulitos a los que se forman en procesos físico-químicos naturales, sin contribución de actividad humana ni biológica (aunque en medios sedimentarios acuosos esta contribución podría ser posible).
De modo general, la característica común es la esfericidad que indica que cada esfera representa un equilibrio interno de fuerzas en el seno de un medio fluido (agua, aire).

## Clasificación

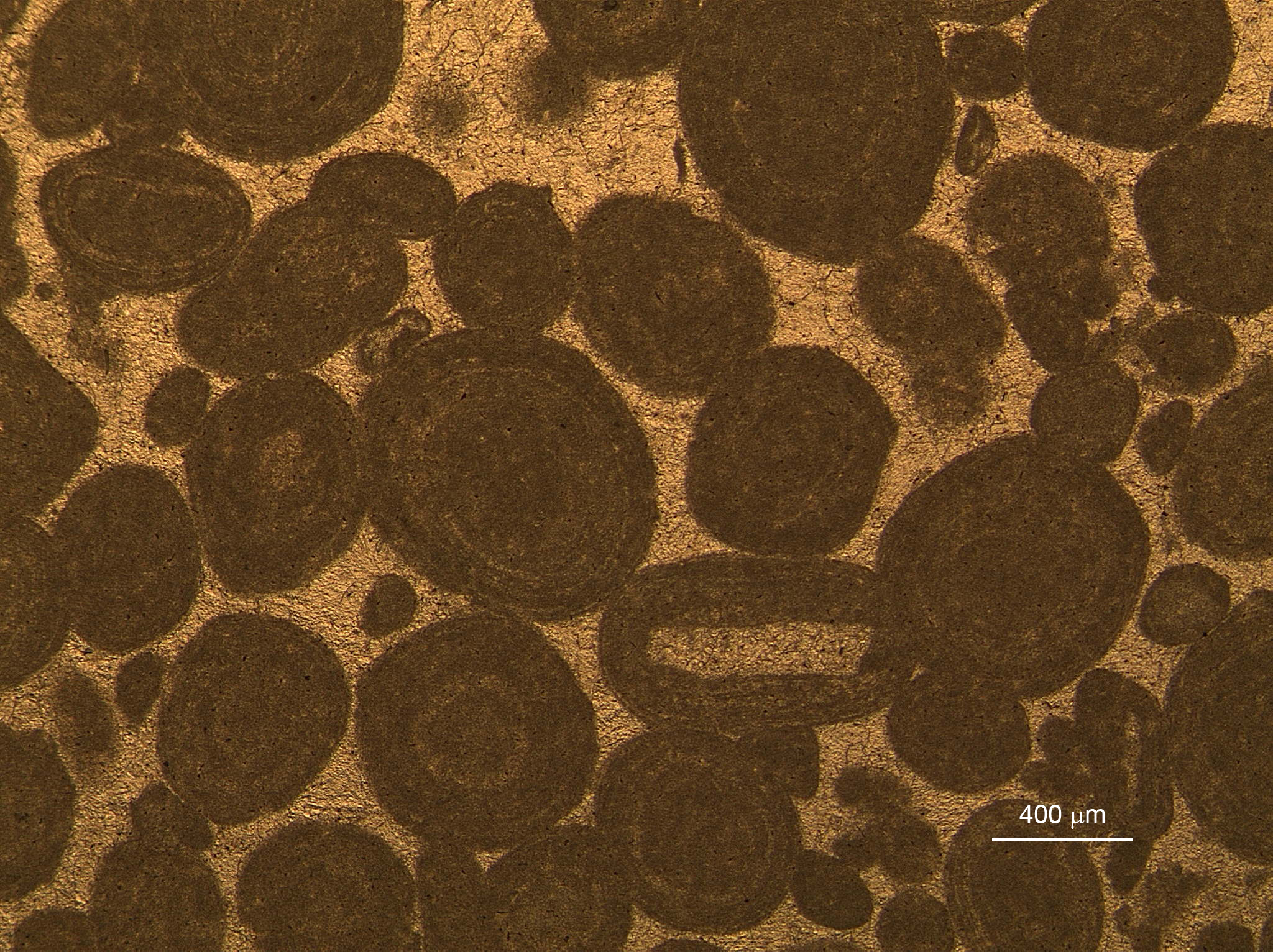
Figura 1: Oolitos observados mediante microscopio óptico.

La Naturaleza ofrece diversos tipos de estas formas. Según el tipo de medio en el que se forman, se pueden distinguir:

### Ambiente acuoso
- Oolitos: esférulas estructuradas internamente, compuestas principalmente por carbonato cálcico (figura 1). Son un tipo de constituyentes de las calizas. El tamaño de estos ooides está entre 0,25 y 2 mm. El nombre procede del griego ooion=huevo. Se forman mediante crecimiento y acumulación de material mientras están en movimiento. Esto se consigue (a) por la adhesión física de material de grano fino mientras rueda, a la manera de una bola de nieve, o bien (b) por la precipitación química de material disuelto, parecida a la cristalización de la sal al evaporarse el agua. En el primer caso, tienen finas capas concéntricas, y en el segundo, los cristales están distribuidos en abanicos radiales desde el centro. No obstante podemos observar una combinación de ambos procesos. Los microbios también podrían contribuir en su desarrollo.

### Ambiente aéreo
- Micrometeoritos: son tanto aquellas microesférulas típicamente metálicas (hierro o hierro y níquel) como las formadas por minerales silicatados, cuyas dimensiones pueden estar en el rango de decenas de micras hasta un milímetro. Corresponden a restos de meteoritos extraterrestres que, tras su entrada en la atmósfera terrestre, se funden y vaporizan. Durante este estadio de fusión se puede producir una significativa pérdida de masa a través de algunos orificios de su superficie. El grado de calentamiento y su composición original determinan que sólo se hayan encontrado unos pocos minerales en los micrometeoritos. En la actualidad no existe una rigurosa clasificación sobre ellos.

- Esferulitos de impacto: cuando un gran objeto extraterrestre choca con la Tierra a velocidad cósmica, funde y vaporiza materiales silicatados que se pueden condensar en partículas altamente esferoidales, de tamaño arena, que se depositan en torno al punto de impacto. Los esferulitos de impacto inalterados están completamente formados por material vítreo (microtektitas) o una combinación de material vítreo y cristales recrecidos en el aire (microkristitas). Sólo son frecuentes los cristales primarios en los microesferulitos procedentes de dos capas de impacto fanerozoicas: las microkristitas del Eoceno superior, o capas de esférulas de clinopiroxeno[1] y la capa[2] del límite K/T. Otras fases cristalinas pueden ser olivino, piroxeno rico en Fe, espinelas y feldespatos. Frecuentemente los cristales están reemplazados por fases diagenéticas, como goetita, pirita, glauconita, feldespato potásico, cuarzo, sericita,  clorita y carbonatos.

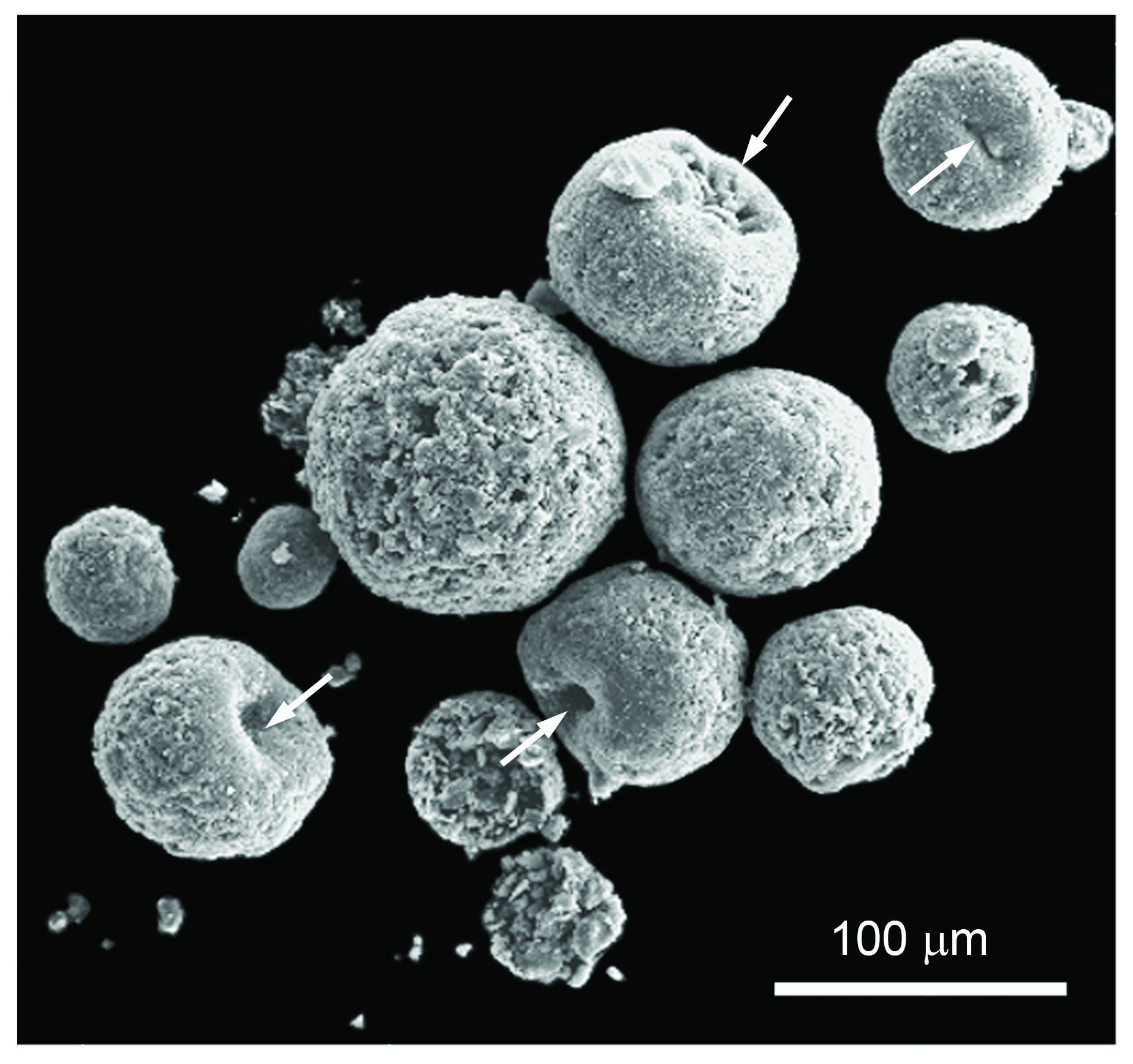
Figura 2: Grupo de iberulitos observados mediante microscopio electrónico (SEM). Las flechas muestran la posición del vórtice.

- Iberulitos: son coasociaciones de minerales bien definidos, junto con compuestos no cristalinos, provistas de geometría axial y una depresión característica (vórtice); están estructurados en un núcleo de grano grueso y una corteza esmectítica, y presentan color rosáceo (figura 2). Se forman en la actualidad en la troposfera por complejas interacciones aerosol-agua-gas. Su tamaño modal está en el rango de 60-90 micras, con formas que son esferas casi perfectas. Su nombre proviene del lugar en el que fueron descubiertas:[3] la península ibérica. Están relacionados con intrusiones de plumas de aerosoles procedentes del desierto del Sáhara. La mineralogía del núcleo (decenas de micras de espesor) está formada generalmente por cuarzo, calcita,  dolomita y feldespatos, mientras que los minerales más frecuentes de la corteza (de unas pocas micras de espesor) son minerales de la arcilla, principalmente esmectitas  Archivado el 5 de enero de 2010 en Wayback Machine.   (beidellita , montmorillonita) e illita, sílice amorfa e impregnaciones de sulfatos (principalmente yeso, jarosita y alunita ) y cloruros.[4]

## Otros términos relacionados
- Pisolitos: partículas esferoidales de gran tamaño, generalmente más distorsionados que los oolitos. El nombre deriva del griego pisos=guisante. Existen concentraciones minerales que pueden presentar estructuras pisolíticas: bauxitas, limonitas, sideritas  y los caliches edáficos (en el ámbito subaéreo). Generalmente alcanzan 5-8 mm de diámetro y por esta razón no se les considera estrictamente microesferulitos. Dunhan (1969)[5] los asocia con los caliches, mientras Pray y Esteban (1977)[6] sugieren que se forman también a partir de precipitación inorgánica en salmueras.

- Aerolitos: es un término genérico utilizado para indicar aquellos elementos litogénicos recogidos de la atmósfera. Este término no implica esfericidad ni microscopicidad.

- Cóndrulas: son los constituyentes microscópicos de los condritos que representan el 80% de los meteoritos que caen a la Tierra. Las cóndrulas presentan diámetros entre unas pocas micras hasta 1 cm. Se forman por rápido calentamiento de material sólido precursor y fusión subsiguiente, seguida por enfriamiento lento. Su composición está formada principalmente por minerales silicatados como olivino y piroxeno, rodeados por feldespatos (cristalino o vítreo); otros minerales minoritarios son los sulfuros de Fe, Fe-Ni metálico y óxidos.

- Biolitos: muchos organismos pueden producir partículas minerales denominadas en general biolitos. Su forma, tamaño y composición pueden ser muy variados. Como ejemplos se pueden citar los otolitos (componentes del sistema vestibular del oído interno) y los cálculos que responden a diversas histopatologías. Diversos estudios han confirmado que los microorganismos pueden precipitar minerales.[7]

- Pellets: son aquellos agregados homogéneos, no estructurados internamente, constitutídos por calcita micrítica de forma esferoidal a elipsoidal y tamaños entre 0,03 y 0,15 mm. Se considera que representan formas fecales de organismos acuáticos.

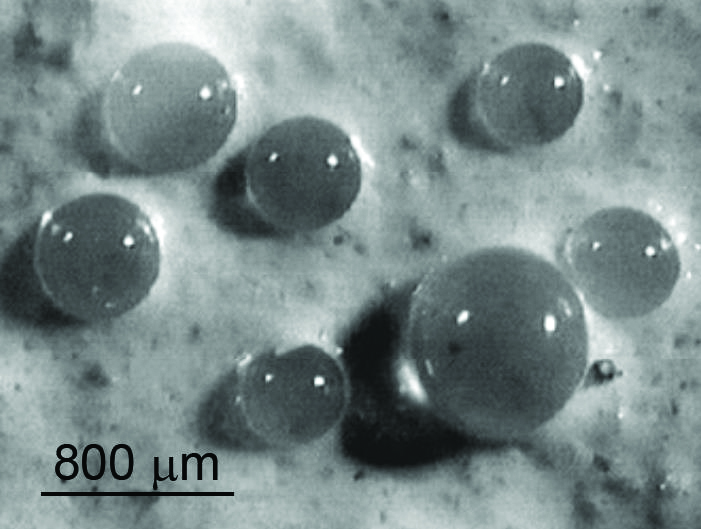
Figura 3: Microesferas de vidrio macizas empleadas como aditivo en pinturas para señalización de calles y carreteras.

- Burbujas: estas esférulas, con frecuencia poco estables, se pueden producir por la dispersión de dos fluidos inmiscibles para formar una emulsión. Generalmente este término se aplica a emulsiones aire-agua, pero también es válido para agua-aire (neblinas, gotas) o entre otros fluidos (aceite-agua).

- Microesférulas carbonosas: constituyen un tipo de hollines que flotan en la atmósfera procedentes de procesos antropogénicos de combustión de fueles, y pueden estar revestidos con una capa de hidrocarburos adsorbidos, sulfatos o ambos. Estas partículas se caracterizan por ser microesférulas huecas que presentan color negro, y están constituidas por carbón o grafito. El rango de tamaño se encuentra entre unas pocas decenas a centenas de micras.

- Artefactos: además de las esférulas indicadas, el hombre puede producir intencionalmente partículas esferoidales para usarlas en la industria o en medicina. Con frecuencia la forma es perfectamente esférica, muy uniforme, y sus rangos de tamaños están entre ~50 nm a 1000 nm (nanoesferas), o bien entre 1 µm a 1000 µm (1 mm) (microesferas). Su composición puede ser de naturaleza orgánica-inorgánica y estar dotadas de propiedades muy diferentes. En concreto, las microesferas se pueden encontrar comercialmente fabricadas a partir de materiales como el vidrio, polímeros (polietileno, poliestireno) o cerámica. Las microesferas pueden ser macizas o huecas, por lo que su densidad será muy diferente así como sus aplicaciones. Las microesferas huecas suelen utilizarse como aditivos para reducir la densidad de un material. Las microesferas macizas tienen numerosas aplicaciones en función de su tamaño y del material de fabricación. Las microesferas macizas de vidrio tienen utilidad en el ámbito de la señalización vial de calles y carreteras  (figura 3). Constituyen un aditivo para las pinturas empleadas en la señalización horizontal y vertical incorporando el efecto retrorreflectante, y mejorando de este modo la visibilidad nocturna.